# Лата (вулкан)
Лата (англ. Lata Mountain) — вулкан высотой 966 метров над уровнем моря на острове Тау, Американское Самоа. Лата является высочайшей вершиной острова и всего Американского Самоа. Вершина Латы расположена в центральной части острова. Лата входит в состав Национального парка Американского Самоа.